# Jacqueline Lawrence (canoísta)
Jacqueline Lawrence (Cooma, Nova Gales do Sul, 25 de abril de 1982) é uma canoísta de slalom australiana na modalidade de canoagem.

## Carreira
Foi vencedora da medalha de Prata em Slalom K-1 em Pequim 2008.